# Hällnäs, Vörå
För andra betydelser, se Hällnäs (olika betydelser).
Hällnäs är en by i Finland. Den ligger i kommunen Vörå och i landskapet Österbotten, i den västra delen av landet, 400 km norr om huvudstaden Helsingfors.
Terrängen inåt land är mycket platt. Runt Hällnäs är det mycket glesbefolkat, med 7 invånare per kvadratkilometer. Närmaste större samhälle är Vörå, 14,6 km söder om Hällnäs. 